# Subprefeitura de Aricanduva/Formosa/Carrão
A Subprefeitura de Aricanduva/Formosa/Carrão é uma das 32 subprefeituras da cidade de São Paulo, sendo regida pela Lei nº 13.999 de 1º de agosto de 2002.
É composta por três distritos: Aricanduva, Carrão e Vila Formosa, representam uma área de 21,5 km², habitada por 266.157 pessoas.

## Distrito de Aricanduva
- IDH: 0,879 - elevado (59°)
- Área: 6,60 km²
- População: 89.574[2]
- Principais bairros: Jardim Aricanduva, Vila Antonieta, Vila Rica, Vila Nova Iorque
- Principais vias de acesso: Avenida Aricanduva, Avenida Rio das Pedras, Avenida Francisco José Resende, Avenida Inconfidência Mineira, Avenida dos Nacionalistas

## Distrito do Carrão
- IDH: 0,886 - elevado (30°)
- Área: 7,50 km ²
- População: 84.397[2]
- Principais bairros: Vila Carrão, Vila Santa Isabel, Vila Nova Manchester, Chácara Califórnia, Chácara Santo Antônio, Chácara Santo Estevão
- Principais vias de acesso: Avenida Conselheiro Carrão, Avenida Doutor Eduardo Cotching, Radial leste

## Distrito da Vila Formosa
- IDH: 0,884 - elevado (34°)
- Área: 7,40 km²
- População: 92.186[2]
- Principais bairros: Vila Formosa, Chácara Belenzinho, Jardim Têxtil, Jardim Anália Franco
- Principais vias de acesso: Avenida Regente Feijó, Avenida Doutor Eduardo Cotching, Avenida João XVIII